# Syzygium koghianum
Syzygium koghianum là một loài thực vật có hoa trong Họ Đào kim nương. Loài này được Petitm. & Bonati miêu tả khoa học đầu tiên năm 1907.